# ミール・カーシム
ミール・カーシム（Mir Qasim, ? - 1777年5月8日）は、東インドのベンガル太守（在位：1760年 - 1763年）。イティマード・ウッダウラ（Itimad ud-Daula）とも呼ばれる。

## 生涯

### 太守になるまで
カーシム・アリー・ハーンことミール・カーシムがいつごろ生まれたのかは定かではない。その父はミール・ラーズィー・ハーンといい、祖父はグジャラート太守を務めたこともあるインティアーズ・アリー・ハーンであった。
ミール・カーシムの前半生もまた明らかではない。いつごろかは不明だが、ベンガル軍の総司令官ミール・ジャアファルの娘ファーティマ・ベーグムと結婚した。
ミール・カーシムの名が世間に出てくるのは、1757年にベンガル太守がシラージュ・ウッダウラからミール・ジャアファルに代わり、ミール・ジャアファルとイギリスとの対立が顕著になってきたときからである。その当時、ミール・ジャアファルは軍の兵士やザミーンダールに反抗を受けていたが、ミール・カーシムは反乱を起こした兵士が望む金を出して鎮圧するなどの功績を上げた。
1760年2月、ヘンリー・ヴァンシタートはミール・ジャアファルにチッタゴンの収祖権を授与することを断られたのを機に、新たな太守の擁立を企て、太守位を欲していたミール・ジャアファルの娘婿ミール・カーシムと秘密条約（協定）を結んだ。その条約では、ミール・ジャアファルを名目的な太守に追いやり、ミール・カーシムが副太守として実権を握ること、またチッタゴン、ミドナープル、バルダマーンの収祖権を与えることが約された。
その後、3月にヴァンシタートは首都ムルシダーバードの宮殿にいたミール・ジャアファルに秘密協定を受け入れるように迫ったが、彼は頑として受け入れようとしなかった。ヴァンシタートはミール・カーシムを連れ交渉に再び赴いたが、交渉が行われている間に軍が反乱を起こしたため、ミール・ジャアファルは退位を決意した。その代わり、ミール・カーシムには毎月15,000ルピーを年金として支払うことを約束させた。こうして、ミール・カーシムはミール・ジャアファルに代わって新たなベンガル太守となった。

### イギリスとの不和

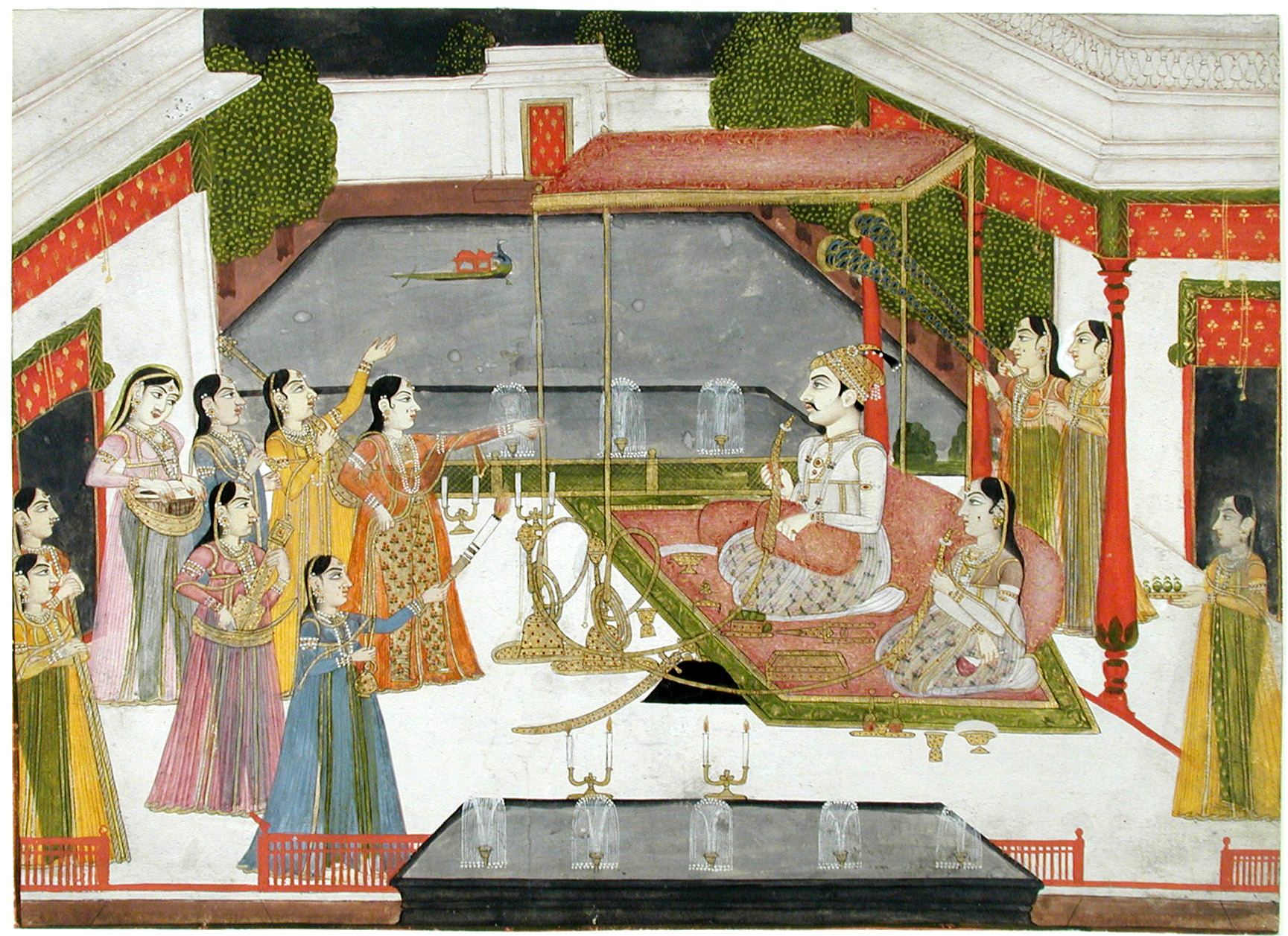
ハーレムで戯れるミール・カーシム

だが、ミール・カーシムも自分をベンガル太守に擁立する代償にイギリスとの秘密条約でヴァンシタートに50万ルピー、イギリス東インド会社の高官に175万ルピー、イギリス東インド会社に150万ルピー、あわせて総額325万ルピーの支払いを約束していた。そのため、ミール・カーシムは様々な名目でその費用をザミーンダールから徴収し、支払わない者は財産を没収するなど強権的な態度に出たが、長年徴収されてばかりいたザミーンダールらの反感を買い、一部のザミーンダールは反乱まで起こした。
ミール・カーシムは才覚と強い意志を持つ人物でもあったため、この状況を見てだんだんとイギリスの支配から独立したいと思うようになった。彼はヨーロッパ人の軍事教官を雇い入れ、兵器も最新のものにするなどベンガル軍の改革に乗り出し、首都をムルシダーバードからビハールのムンガーに移転し、イギリスから軍の強化を悟られないようにした。
さらに、ミール・カーシムはベンガル軍の改革の成果をみるため、国境を接する隣国ネパールに密かに侵攻し、一応、ネパール軍を破ったがゲリラの抵抗が強く、領土を保持できず占領地からは撤退した。無論、これら一連の出来事は、ミール・カーシムとイギリスとの関係を悪化させた。
また、問題となっていたのはこれだけではなく、1717年の勅令に基づいて行われていたイギリス東インド会社社員による私貿易の免税問題であった。1717年にイギリスがムガル帝国の皇帝ファッルフシヤルから与えられたベンガルにおける関税の免除特権は、「船によって国に輸入され、もしくは国から輸出される品物について、会社の封印のある許可状を提示したもののみ関税を免除される」というものだった。だが、イギリス東インド会社の職員はプラッシーの戦いののち、勅許の内容を勝手に広く解釈し、彼らはすべての私貿易と広範な品物の取引が無税であると主張するようになった（自由通関権）。この特権の濫用は太守から重要な収入源を奪うものであったばかりか、関税が免除されない地元商人にとっても不利なものであった。
そのため、1761年12月、ミール・カーシムはイギリス東インド会社の社員によるすべて私貿易について、その税を支払うようイギリス東インド会社へと通達し、1717年の勅令の悪用に歯止めを掛けようとした。だが、イギリス東インド会社の高官も私貿易をおこなっており、ベンガル側の人間も賄賂を受け取り見逃がしたためほとんど効果がなかった。
また、1762年にはミール・カーシムはイギリスのインド人代理に不正があったこと、またイギリスが様々な方法でベンガルの人々を苦しめていると抗議した。たとえば、地元商人にイギリスの商品を扱わせなかったり、イギリスが徴税権を持つ土地において地元農民から農作物を4分の1の値段で強制的に買い上げたりする代わり、自分たちからは高く買わせ、違反者に厳しい対応をとるというものであった。だが、イギリス側はこれらの要求を無視し続けたため、ミール・カーシムとイギリスの関係はさらに悪化した。

### イギリスとの衝突・抗争

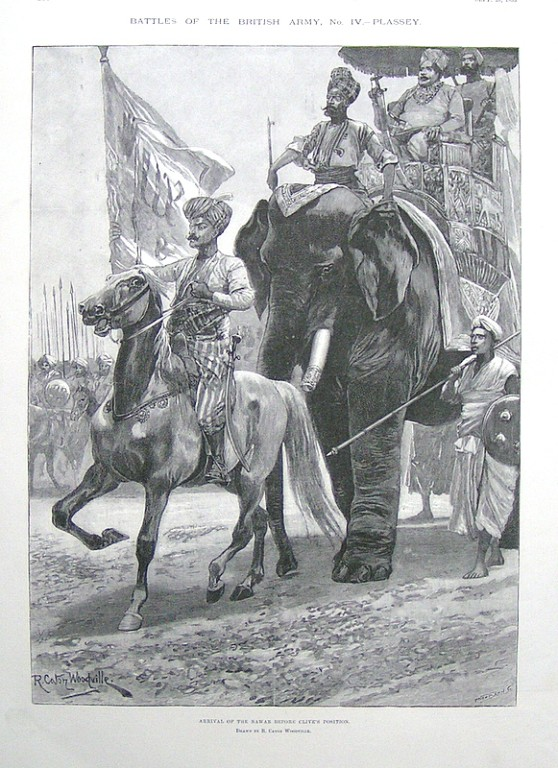
ミール・カーシム（象の上にいる人物）

1763年2月、ミール・カーシムはイギリスの自由通関権問題の解決策として地元商人だけが不利にならないため、すべての商品関税を無税にさせることを決定した。だが、イギリス側は「イギリス人の権利は守られねばならず、イギリス人以外のすべての商人は関税を支払わなければならない」と主張し、関税を廃止するという命令は撤回されるべきであるとして、イギリス側の使者アミャットにこれを伝えさせた。これに対し、ミール・カーシムは怒り、「すべての要求を受け入れる余裕用意はあるが、唯一の条件はベンガルからすべてのイギリス人兵士がいなくなることだ」と言い、折り合いがつかなかった。
時を同じくして、パトナにあるイギリス工場の工場長エリスは関税をめぐってベンガルとトラブルを起こして、腹いせにパトナにある太守の要塞を攻撃した。エリスはパトナの町を占拠し略奪をほしいままにしたが、ミール・カーシムはすぐさまパトナに軍勢を送りその工場を焼き払わせ、エリスを降伏させた。
これにより、ミール・カーシムはカルカッタへ帰還する途中のアミャットの船の拿捕を命じた。だが、アミャットが拿捕しに来たベンガル太守の船の砲撃を命じたため戦闘となり、イギリス船は撃破され、アミャット以下多数の乗組員が戦死した。
この事件は悪化の一途をたどっていたミール・カーシムとイギリスの関係に終止符を打ち、同年7月7日にイギリスはミール・カーシムの廃位と宣戦布告、7月10日には前太守ミール・ジャアファルの復位を決定した。この決定に対し、ミール・カーシムはついにイギリスの横暴に対する怒りが爆発し、彼はもまたイギリスとの戦争を決意した。
こうして、7月19日にミール・カーシムの軍とイギリス東インド会社軍がカトワーで激突するに至った（カトワーの戦い）。ミール・カーシムの軍が50,000人を超す大軍であるのに対し、イギリス軍はヨーロッパ兵1,000人とインド人傭兵4,000人からなる兵5,000人と、ミール・カーシム軍のほうが圧倒的有利だったが、ミール・カーシム軍にはイギリスと内通している者が少なくはなく、プラッシーのときと同様に裏切られ惨敗し、ムルシダーバードはイギリスに占拠されてしまった。
こののち、ミール・カーシムは何度かイギリスと交戦したが、いざという時にいつも味方に裏切られて敗北が続いた。彼は首都ムンガーにおいて、捕虜にした内通者たちに重石をつけ、ムンガー要塞からガンジス川へ放り投げた。
その後、ミール・カーシムは部下のアラブ・アリー・ハーンにムンガー要塞をまかせ、自身はパトナに向かうことにしたが、この男もイギリスと内通してすぐにイギリスにムンガー要塞を明け渡した。ミール・カーシムは激怒し、イギリス人捕虜を女子供に至るまで皆殺しにした。
1763年10月末、イギリス軍はパトナに攻めてきたが、ミール・カーシムは度重なる裏切りに絶望して戦意をなくしており、アワド太守のシュジャー・ウッダウラの保護を受けるために隣接するアワドへと逃げた。

### ブクサールの戦いと敗北

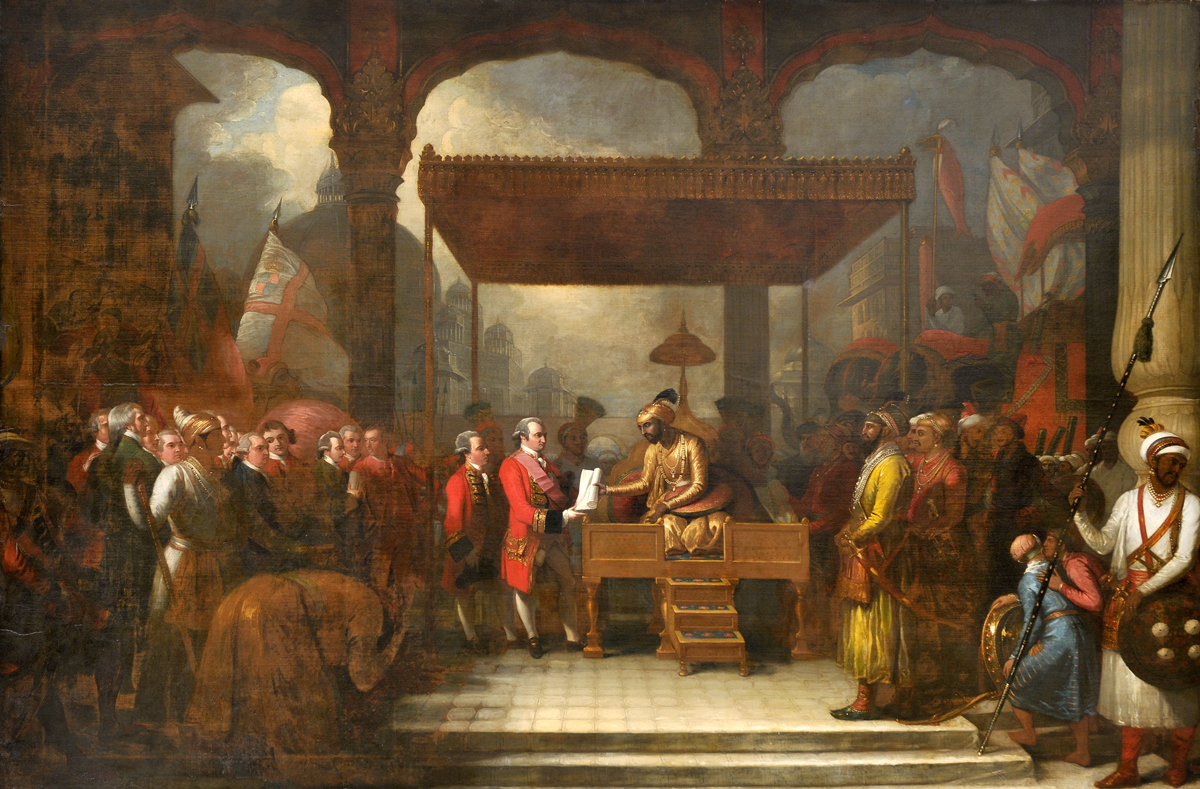
アラーハーバード条約を締結するシャー・アーラム2世

ミール・カーシムはアワドに落ち延びたのち、アワド太守シュジャー・ウッダウラの保護をうけ、元の状態に戻れるよう援助を約束された。同様にシュジャー・ウッダウラに保護されていたムガル帝国の皇帝シャー・アーラム2世とも合流した。
こうして、前ベンガル太守ミール・カーシム、アワド太守シュジャー・ウッダウラ、ムガル皇帝シャー・アーラム2世の間に三者同盟が結成され、三者はまずミール・カーシムのためにベンガルを取り戻すことを決定した。
1764年10月23日、三者連合軍40,000人はビハールとアワドの州境にあるブクサール（バクサルとも）でイギリス軍7,000人と会戦した（ブクサールの戦い）。しかし、ミール・カーシム軍は給料未払いで兵士に戦意がなく、皇帝軍は内通者があり兵が動かなかったため、実際はアワド太守の軍とイギリス軍との戦いであり、結果はイギリスの圧勝であった。
その後、イギリスは戦後処理として、アワド太守シュジャー・ウッダウラにミール・カーシムを捕えさせ投獄し、1765年8月16日にアラーハーバード条約が締結された。イギリスはこのアラーハーバード条約により、ムガル皇帝からベンガル、ビハール、オリッサ3州のディーワーニーを獲得した。

### 晩年と死
投獄されたのち、釈放されたミール・カーシムはローヒルカンド、アラーハーバード、ゴーハド、ジョードプルなどインド各地を転々と放浪し、1774年ごろからデリー近郊コートワールに定住した。
1777年5月8日、ミール・カーシムはコートワールで死亡した。彼は各地を放浪している間に乞食同然に落ちぶれていた。その困窮の度合いは凄まじく、彼の葬儀を行うためにその衣服を売らなければならなかったならないほどであった。
ミール・カーシムには4人の息子がいた。そのうち、三男のムハンマド・アズィーズ・ハーンと四男のバドルッディーン・アリー・ハーンはのちにアワド太守サアーダト・アリー・ハーン2世（シュジャー・ウッダウラの息子）の娘らと結婚した。